# Moše Šamir
Moše Šamir (hebrejsky: משה שמיר, žil 15. září 1921 – 21. srpna 2004) byl izraelský spisovatel, publicista, politik a poslanec Knesetu za strany Likud a Techija-Bana'i.

## Biografie
Narodil se v Safedu. Vystudoval základní a střední školu v Tel Avivu. Působil jako spisovatel. V letech 1944–1946 žil v kibucu Mišmar ha-Emek. Byl členem jednotek Palmach.

## Politická dráha
V mládí se angažoval v hnutí ha-Šomer ha-ca'ir. V letech 1939–1941 byl jedním z editorů listu Al ha-choma. V letech 1947–1950 pak byl editorem armádního listu ba-Machane, později byl literárním editorem a členem vedení deníku Ma'ariv. V mládí byl levicově orientován, později přešel k pravici.
V izraelském parlamentu zasedl po volbách v roce 1977, do nichž šel za stranu Likud. Patřil mezi zakladatele hnutí za Velký Izrael a frakce La'am v rámci strany Likud. Angažoval se v opozici proti dohodám z Camp Davidu, kvůli kterým v roce 1979 opustil Likud a pomáhal zakládat stranu Techija. Stal se členem parlamentního výboru pro imigraci a absorpci a pro zahraniční záležitosti a obranu.